# مری جپکوسگی کیتانی
مری جپکوسگی کیتانی (انگلیسی: Mary Jepkosgei Keitany؛ زادهٔ ۱۸ ژانویهٔ ۱۹۸۲) دونده ماراتن زن اهل کنیا است.